# Dolichopeza borealis
Dolichopeza borealis är en tvåvingeart som beskrevs av George W. Byers 1961. Dolichopeza borealis ingår i släktet Dolichopeza och familjen storharkrankar. Inga underarter finns listade i Catalogue of Life.